# Ефемерида
Ефемеридата (от латински: ephemeris – „дневник“ и от старогръцки: ἐφημερίς – „дневник, календар“) е точна информация за дадена орбита. Тази информация се обновява на всеки два часа. Данните се предават непрекъснато от спътниците и служат за определяне на позицията им и времето на излъчване на сигнала. Съдържат се в навигационното съобщение, което представлява сигнал с честота 50 Hz.
В астрономията и небесната навигация ефемеридите дават позицията в небето в даден момент на небесни тела и изкуствени спътници. В исторически план позициите са извеждани под формата на печатни таблици със стойности, давани на равни интервали от дата и час. Съвременните ефемериди често се изчисляват по електронен път от математически модели на движението на небесните тела и Земята. Въпреки че изчисляването на тези таблици е едно от първите приложения на механичните компютри, печатни ефемериди все още се произвеждат и са полезни, когато изчислителните устройства не са налични.

## История
Ефемеридите се изучават още от вавилонските математици през първото хилядолетие пр.н.е. През 1474 г. Йохан Региомонтан издава в Нюрнберг известния си труд „Ефемериди“. Този труд съдържа ефемеридите за периода 1475 – 1506 г. В него са записани таблици с координати на звезди, позициите на планетите, обстоятелствата на съединенията на осветените и затъмнените тела. През 1496 г. е публикуван трудът Almanach Perpetuum на Авраам Закуто.